# Stina Sandels
Stina Claësdotter Sandels, född 4 januari 1908, död 18 juni 1990, var en svensk pedagogisk forskare och professor vid Lärarhögskolan.

## Biografi
Stina Sandels var från början förskollärare och medförfattare till handboken Barnträdgården. 1944 blev hon ordförande i Sveriges Barnträdgårdslärarinnors Riksförbund. På 1950-talet startade hon Barnpsykologiska forskningslaboratoriet på Kungsholmen i Stockholm. Där arbetade hon bland annat på 1960-talet med formgivaren Stephan Gip, som tog fram barnmöbler. Mellan 1952 och 1957 var hon byråsekreterare i Socialstyrelsen.
Hon blev filosofie doktor 1956 på en avhandling om utvecklingspsykologiska beteendestudier hos barn i åldrarna 1,5 till 8,5 år. Det var den första vetenskapliga studien av detta slag i Sverige. 1957 blev hon docent i pedagogik vid Stockholms högskola. 1964 blev hon biträdande professor och 1969 professor vid Lärarhögskolan i Stockholm. Stina Sandels hade uppdrag inom EG och OECD och gjorde föreläsningsturnéer i Europa och USA. Hon anlitades även som vittnespsykolog i sexualbrottsmål berörande små barn.
Sandels var en internationellt känd utvecklingspsykolog, som genom forskning på 1960-talet upptäckte skälet till att barn före tolvårsåldern saknar tillräcklig mognad för att uppvisa ett trafiksäkert beteende. Att en sexårig systerdotter 1960 blev påkörd av en bilist bidrog starkt till att Stina Sandels beslöt att gå till botten med anledningen till detta. Hennes forskning lade grunden till det fortsatta trafiksäkerhetsarbetet såväl i Sverige som i övriga världen. Trafikverket anger henne som portalfiguren inom svenskt trafiksäkerhetsarbete. Försäkringsbolaget Skandia finansierade flera av Sandels skrifter i stora upplagor (1971 ff). 
Stina Sandels, som var ogift och barnlös, vilar på Lidingö kyrkogård. Hon var syster till Gösta Sandels och Claes Sandels samt faster till Kerstin Sandels och Marianne Sandels.